# Pfarrhaus (Prettelshofen)

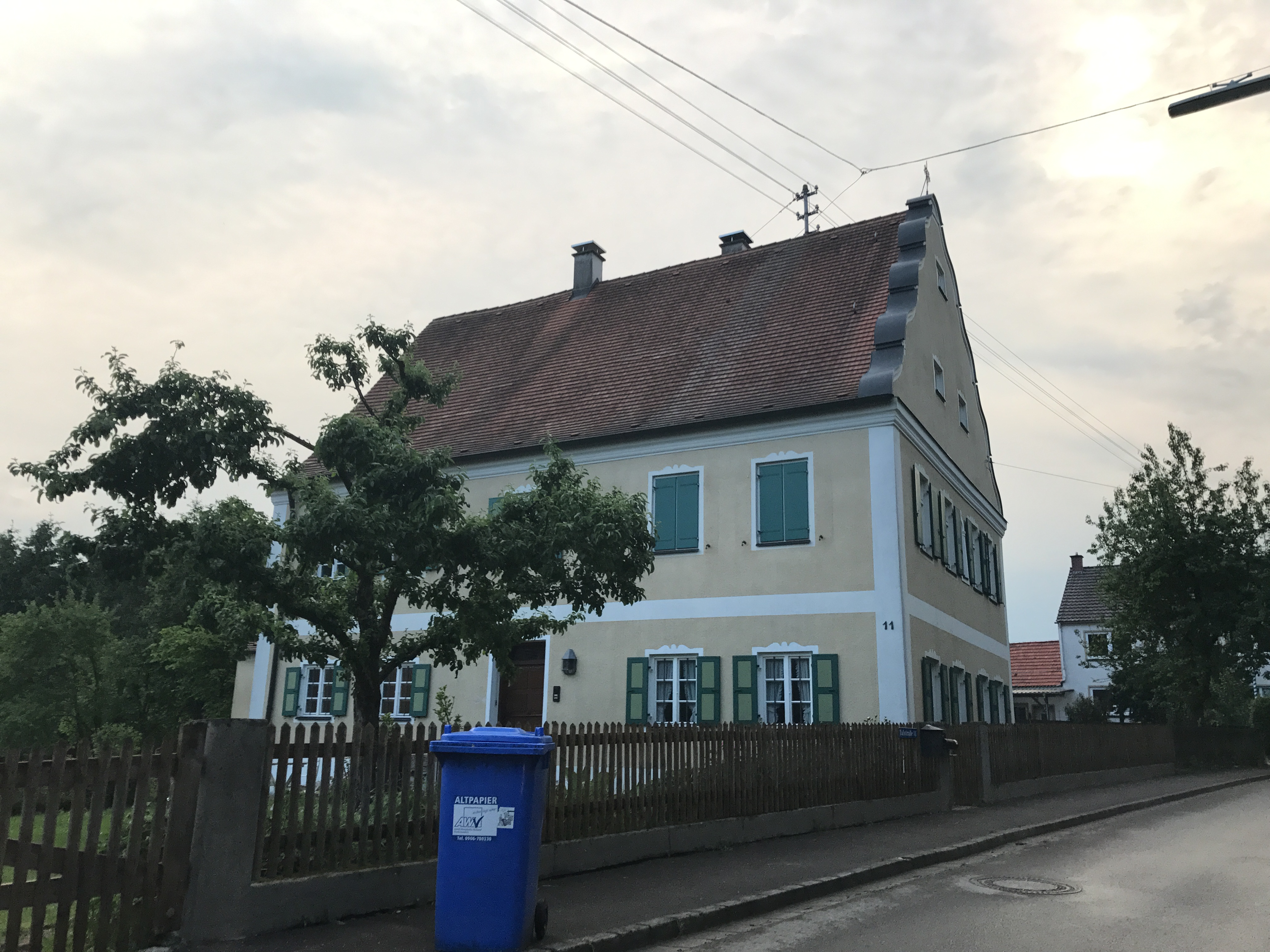
Pfarrhaus in Prettelshofen

Das Pfarrhaus in Prettelshofen, einem Stadtteil von Wertingen im Landkreis Dillingen an der Donau im bayerischen Regierungsbezirk Schwaben, wurde im Kern im 18. Jahrhundert errichtet. Das Pfarrhaus an der Talstraße 11 ist ein geschütztes Baudenkmal.
Der zweigeschossige Satteldachbau mit Schweifgiebel besitzt vier zu vier Fensterachsen. Die Eck- und Geschossgliederung erfolgt über Putzbänder. Faschen aus Putz und grüne Holzläden schmücken die Fenster.